# Poecilomorpha preapicalis
Poecilomorpha preapicalis es una especie de coleóptero de la familia Megalopodidae.

## Distribución geográfica
Habita en Togo.